# Edouard Jaequemyns

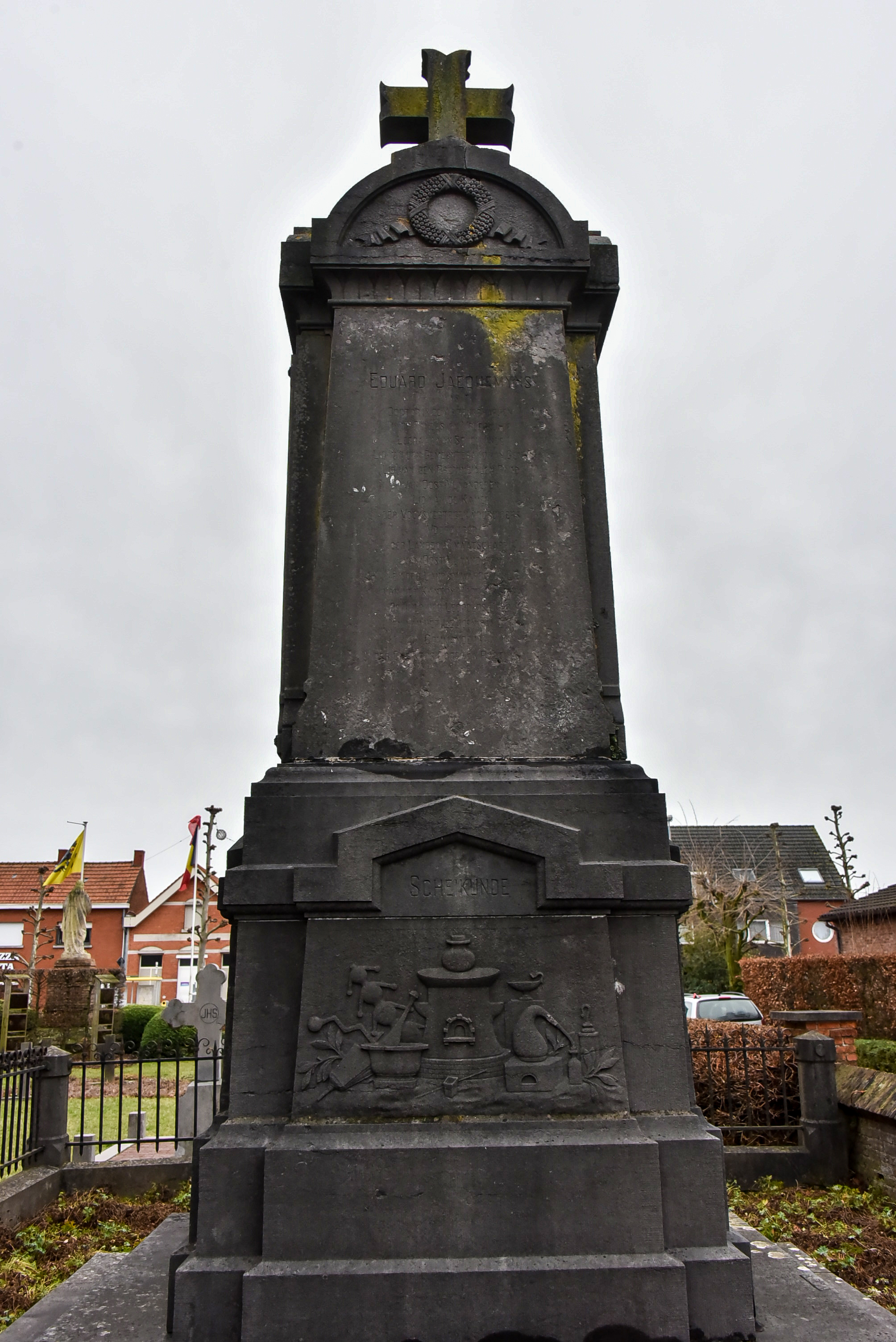
Monument voor Edouard Jaequemyns op het kerkhof van Minderhout

Edouard Jaequemyns (Verrebroek, 10 juli 1806 - Minderhout, 31 augustus 1874) was een Belgisch volksvertegenwoordiger.

## Biografie
Edouard Jaequemyns was een van de tien kinderen van de chirurgijn Jean-Baptiste Jaequemyns en Isabelle De Vlaeminck. Hij trouwde in 1842 met Marie Van Zantvoorde (1818-1842). Zijn enige dochter Emilie (1842-1906) trouwde met Gustave Rolin, rechtsgeleerde, diplomaat, schepen van Gent, volksvertegenwoordiger en minister van Binnenlandse Zaken.
Hij promoveerde tot doctor in de geneeskunde (1826), doctor in de farmaceutische wetenschappen (1829) en doctor in de wiskunde en natuurkunde (1830) aan de Universiteit van Luik. Hij werd leraar scheikunde aan de Nijverheidsschool in Gent (1831-1844) en aan het Atheneum van Gent (1833-1844). Hij mag beschouwd worden als een van de pioniers van het hoger technisch onderwijs in België.
In februari 1831 speelde hij een rol in de mislukte orangistische putsch van Ernest Grégoire en werd hij een tijdje gevangengezet. 
Hij was gemeenteraadslid van Gent (1845-1857) en provincieraadslid van Oost-Vlaanderen (1848-1854).
In 1856 was hij liberaal kandidaat voor de Kamer van volksvertegenwoordigers, maar raakte niet verkozen. In 1857 werd hij wel verkozen tot liberaal volksvertegenwoordiger voor het arrondissement Gent en vervulde dit mandaat tot in 1870. 
Hij was ook actief in het industriële leven:
- voorzitter van de Société linière gantoise,
- bestuurder van de Société de la Lys,
- bestuurder van de Charbonnages de Falnuée,
- censor van de Nationale Bank.

Hij werd begraven in het familiegraf te Minderhout.